# كفر مهدي
قرية كفر مهدي هي إحدى القرى التابعة لمركز العدوة بمحافظة المنيا في جمهورية مصر العربية. حسب إحصاءات سنة 2006، بلغ إجمالي السكان في كفر مهدي 3888 نسمة، منهم 1904 رجال و1984 امرأة.